# Dendrobium debile
Dendrobium debile är en orkidéart som beskrevs av Rudolf Schlechter. Dendrobium debile ingår i släktet Dendrobium, och familjen orkidéer. Inga underarter finns listade i Catalogue of Life.